# Église Sant'Antonio Abate de Venise
L'église Sant'Antonio Abate (église Saint-Antoine-abbé) était une église catholique de Venise, en Italie.

## Localisation
Cette église était située dans le sestiere de Castello à l'endroit où se trouvent maintenant les jardins publics (Giardini).

## Historique
Le couvent et l'église de Sant'Antonio ont été construits grâce à l'œuvre du frère Giotto degli Abati, abbé des
chanoines Réguliers de Saint-Antoine de Vienne (France) en 1346, sur la pointe de Castello (Venise) face à l'île de Sant'Elena (Venise) et ont été dédiés à saint Antoine abbé. 
Le fonds, propriété de Cristoforo Istrigo, passa en 1360, pour vente et don auxdits chanoines.
Ayant terminé la construction avec l'aide des familles nobles Lion, Pisani et Grimani, ils passèrent, en 1471, aux chanoines réguliers de San Salvador, qui ont par la suite été supprimés à la suite du décret du Sénat du 7 septembre 1768. Ensuite, il restait seulement un aumônier qui officiait à l'église jusqu'en 1806. 
En 1809, l'église et le monastère ont été détruits pour donner lieu aux jardins publics dont la formation avait été décrétée par Napoléon le 7 décembre 1807.